# 기흥도서관
기흥도서관은 경기도 용인시 기흥구 신갈동 소재의 도서관이다.

## 연혁
- 2008.08.29. 기흥도서관 착공
- 2010.05.10. 기흥도서관 준공
- 2010.09.28. 기흥도서관 개관
- 2011.01.02. 열람실 연장운영시행(07:00~24:00)

## 이용 안내
이용 시간
휴관일
- 정기 휴관일
  - 매월 첫 번째, 세 번째 월요일: 시설 전체 휴관
  - 명절(신정, 설연휴, 추석연휴): 시설 전체 휴관
  - 법정공휴일: 열람실만 개방(09:00~18:00) - 단, 일요일은 제외.(일요일은 열람실 및 자료실 운영)
- 임시 휴관일: 도서관의 특별한 사정으로 인한 휴관